# Bynovec
Bynovec är en ort i Tjeckien.   Den ligger i regionen Ústí nad Labem, i den norra delen av landet, 80 km norr om huvudstaden Prag. Bynovec ligger 379 meter över havet och antalet invånare är 220.
Terrängen runt Bynovec är kuperad åt sydväst, men åt nordost är den platt.Runt Bynovec är det ganska tätbefolkat, med 58 invånare per kvadratkilometer. Närmaste större samhälle är Děčín, 5,5 km sydväst om Bynovec. Omgivningarna runt Bynovec är en mosaik av jordbruksmark och naturlig växtlighet.